# Ronald Verlin Cassill
Ronald Verlin Cassill, né le 17 mai 1919 et mort le 25 mars 2002, est un écrivain américain de fiction.

## Œuvres

### Romans
- The Eagle on the Coin (1950)
- Dormitory Women (1953)

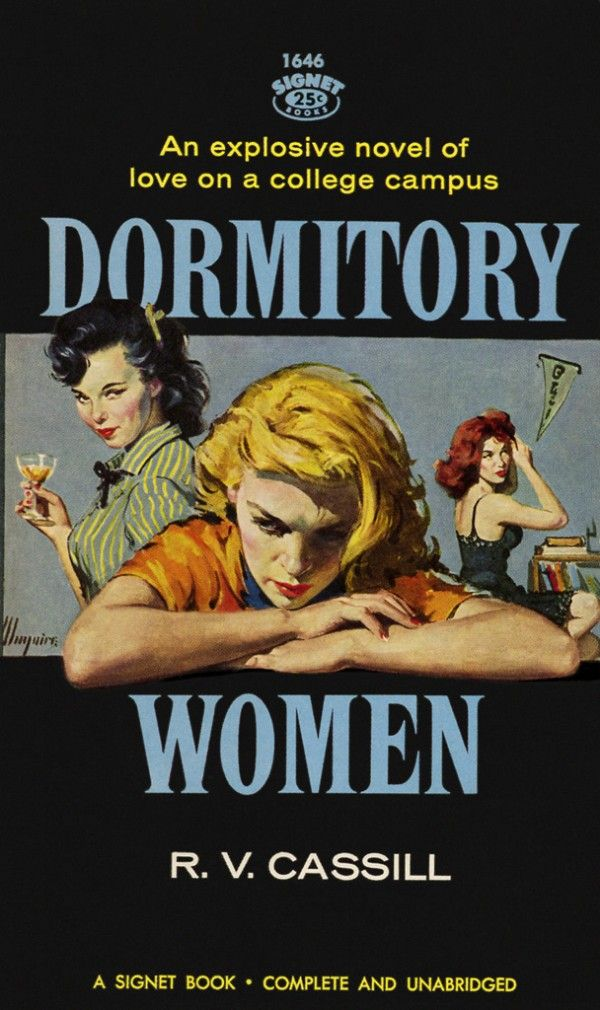
Dormitory Women

- The Left Bank of Desire (1955) (avec Eric Protter)
- A Taste of Sin (1955)
- The Hungering Shame (1956)
- The Wound of Love (1956)
- An Affair to Remember (1957) (en tant que Owen Aherne)
- Naked Morning (1957)
- Man on Fire (1957) (en tant que Owen Aherne)
- The Buccaneer (1958)
- Lustful Summer (1958)
- The Tempest (1959)
- The Wife Next Door (1960)
- Clem Anderson (1960)
- My Sister's Keeper (1961)
- Night School (1961)
- Nurses' Quarters (1962)
- Pretty Leslie (1963)
- The President (1964)
- La Vie Passionée of Rodney Buckthorne: A Tale of the Great American's Last Rally and Curious Death (1968)
- Doctor Cobb's Game (1969)
- The Goss Women (1974)
- Hoyt's Child (1976)
- Labors of Love (1980)
- Flame (1980)
- After Goliath (1985)
- The Unknown Soldier (1991)

### Histoires courtes
- The Conditions of Justice (1947)
- 15 x 3 (1957) (avec Herbert Gold et James B. Hall)
- The Father and Other Stories (1965)
- The Happy Marriage and Other Stories (1965)
- Three Stories (1982)
- The Rationing of Love (1987)
- Patrimonies (1988)
- Collected Stories (1989)
- "The Covenant" (1965)